# Dolichopeza nimbicosta
Dolichopeza nimbicosta är en tvåvingeart som beskrevs av Alexander 1965. Dolichopeza nimbicosta ingår i släktet Dolichopeza och familjen storharkrankar.
Artens utbredningsområde är Madagaskar. Inga underarter finns listade i Catalogue of Life.